# ニューヨークと矢埜愛茉の夜遊びジャングル
『ニューヨークと矢埜愛茉の夜遊びジャングル』（ニューヨークとやのえまのよあそびジャングル）は文化放送で放送されたラジオ番組。パーソナリティはニューヨークと矢埜愛茉。

## 概要
『ニューヨーク・小湊よつ葉のマジックミラーナイト』の後を受け継いでスタートされたラジオ番組で、スタッフや出演者も概ね引き継がれた「なにが起こるかわからない、真夜中のジャングルの奥地からお届けする番組」。メールアドレスは「ny@joqr.net」に一新されていた。
前身番組翌週となる2024年1月7日（6日深夜）に特別番組『BKBの真夜中ブンブンラジオ』を放送（出演はMC：バイク川崎バイク、アシスタント : トレンディエンジェルたかし、前田美里）。
1月14日（13日深夜）より後継番組『ニューヨークのラジオ（仮）』が開始。アシスタントには前田美里改め矢埜愛茉が就任する。第1回放送中に正式番組名が『ニューヨークと矢埜愛茉の夜遊びジャングル』に決定した。番組タイトルは「ニューヨークのハーレムナイト」、「ニューヨークの夜遊びラジオ」、「ニューヨークの悩殺ラジオ」、「ニューヨークの朝からすいません」、「ニューヨーク・ザ・ラジオ（NTR）」、「ニューヨークと女神たち」などの候補の中から最もダサいものを選びたいと、「YOASOBIのニューヨークラジオ」、「ニューヨークの夜遊びジャングル」に絞られ、現在のタイトルに決まった。ニューヨーク屋敷いわく「我ながら、ええタイトルやわー」とのこと。推奨ハッシュタグは「#夜遊びジャングル」。嶋佐によればリスナーはジャングラー。面白かったらジャングルポイント贈呈。ラジオネームはジャングルネーム、常連投稿者はジャングリストと呼んだ。
3月24日放送分で、翌週が最終回となることが発表された。3月31日放送分で「ジャングル伐採」のため最終回。
最終回翌週4月からは改変により番組枠が分割され、27:30 – 28:00は『SAYONARAシティボーイズ』が土曜19時から移動。28:00 – 28:30『恋せよ!オトナ オトナ世代応援ラジオ』が開始される。これにより『とにかく明るい安村と紗倉まなのとにかく丸裸!』から文化放送で約9年続いたSOD専属女優出演の番組枠が終了となった。
これまでの番組と異なり、一貫して女優ゲストを呼ばず、フリートーク部分が大きく割かれたことが特徴。これにより矢埜の経歴、生い立ちを掘り下げることも多かった。また度々AV新法の問題点も取り上げており、特に2月25日分の放送はSODクリエイト・野本ダイトリが電話出演、紗倉まなのSNS投稿を読み上げるなど、現状の報告、論議を行った。

## 番組コーナー
ファーストジャングルトーク
いわゆるフリートークコーナー。第2回放送分でコーナータイトルが決まる。ふつおたもここで読まれた。
コーナーを考えようのコーナー
番組投稿コーナーを募集。
性なるタレコミ
前身番組より継続。乱交やハプニングバーなどの実体験、もしくはうわさで聞いた衝撃的なエロいことを募集。基本的には事実に限る。
末期にはAV新法関連のタレコミ（村西とおるの街頭演説など）も取り上げた。
DON'T STOP セックス中
僕だけがエロく聞こえる音を募集。音声ファイルで送付も可能。コーナー名は太陽とシスコムーンの楽曲にちなむ。コーナー募集のみにとどまり、最終回まで放送されなかった。
えまっちに聞きたいこと　
新人セクシー女優であり、グラビアアイドル歴13年の矢埜愛茉への質問を募集。下ネタOKだが、まず聞かれないであろう質問を採用するとのこと。読み手は嶋佐。
最終回では嶋佐が矢埜のAV作品、および前田美里時代のイメージビデオでシコったことを告白した。
エロ系悩み相談室
お悩み相談を募集。メイン回答者は矢埜愛茉。読み手は嶋佐。
最終回では相談系コーナーとして、読み手を矢埜に変更し、ニューヨーク宛てを含め、ノンジャンルの相談、質問を紹介した。
マジミラ朗読劇→ジャングル朗読劇　
作家カノウによる即興エロコントコーナー。以前の番組ではニューヨークのコントモチーフだったが、持ちネタが一巡したことから一度やったネタの再リメイクを図った。2024年2月3日放送分より番組名にちなむジャングル朗読劇にコーナー名変更。
どっちの性（せい）でショー
「シャワーに入る前の陰部を舐めることができるか、否か」等、性癖にまつわる2拓を議論。2023年1月28日放送分より開始。1度のみの放送にとどまる。

## 出演者
- ニューヨーク（嶋佐和也、屋敷裕政）
- 矢埜愛茉（えまっち）[7]

## 音楽

### エンディングテーマ
- 移民の歌（レッド・ツェッペリン）2024年1月28日放送分より